# 蜜絲琪
蜜絲琪·宮脇（英語：Mitsuki Miyawaki，1990年9月27日—），藝名蜜絲琪（英語：Mitski），是一名美國的創作型女歌手。她於2012年首度發行專輯。蜜絲琪·宮脇的父親是美國人，母親是日本人。她的母語是日語。